# Hallbergmoos
Hallbergmoos è un comune tedesco di 8 641 abitanti, situato nel land della Baviera.
Dal 1994 è gemellato con Predazzo (Pardàc) (TN) per l'amicizia sviluppatasi fra i rispettivi corpi volontari dei vigili del fuoco delle due comunità.